# 되

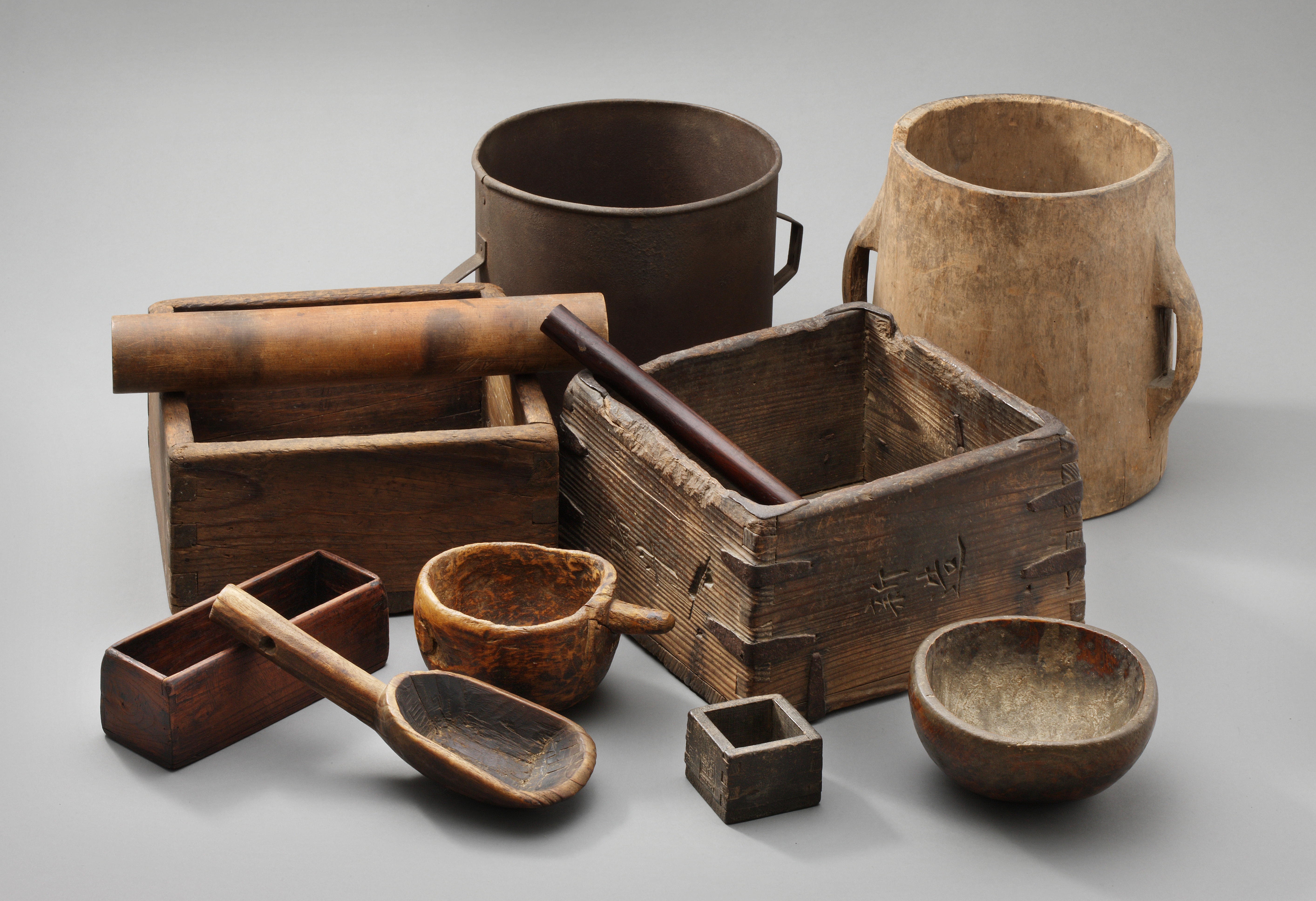
되

되 또는 승(升)은 부피를 재는 단위로 한 되는 1.8리터 정도의 부피이다. 또한 부피를 재는 도구의 이름이기도 하다.
한 되는 열 홉이고, 열 되는 한 말이다.